# Commande Data tampon

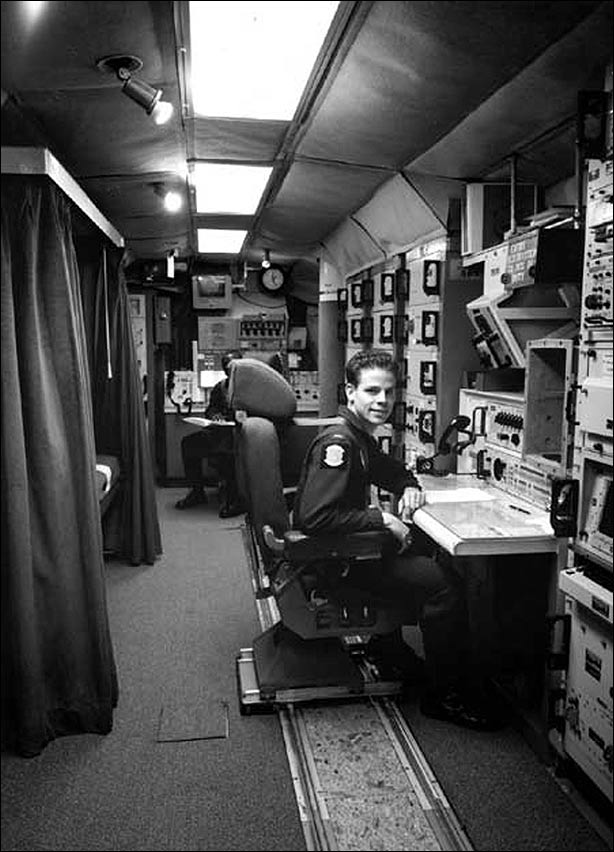
Configuration CDB.

La Commande Data tampon (Command Data Buffer, CDB) était un système utilisé par la force ICBM Minuteman de l'US Air Force. Le CDB était une méthode permettant de transférer des informations de ciblage d'un centre de contrôle de lancement Minuteman vers un missile individuel via des lignes de communication. Avant la CDB, le guidage des missiles devait être physiquement chargé à l’installation de lancement, le processus nécessitait généralement plusieurs heures.

## Histoire
Vestige du système de contrôle de commande Minuteman (MICCS), le CDB permettait de recibler rapidement et à distance, la flotte Minuteman III. Le CDB était opérationnel dans toutes les escadres Minuteman III au 15 août 1977. Les escadres Minuteman II disposaient d'une installation similaire, désignée Improved Launch Control System, qui permettait à l'ancien système d'être reciblé à distance.

## Suppression progressive
Le CDB a été remplacé à la fin des années 1990 par le système d'exécution rapide et de ciblage de combat, actuellement utilisé par les forces ICBM des États-Unis.